# Renealmia sessilifolia
Renealmia sessilifolia är en enhjärtbladig växtart som beskrevs av François Gagnepain. Renealmia sessilifolia ingår i släktet Renealmia och familjen Zingiberaceae. IUCN kategoriserar arten globalt som nära hotad.
Artens utbredningsområde är Ecuador. Inga underarter finns listade i Catalogue of Life.